# Methukummal
Methukummal es una  ciudad censal situada en el distrito de Kanyakumari en el estado de Tamil Nadu (India). Su población es de 19417 habitantes (2011). Se encuentra a 31 km de Thiruvananthapuram y a 84 km de Tirunelveli. 

## Demografía
Según el censo de 2011 la población de Methukummal era de 19417 habitantes, de los cuales 9513 eran hombres y 9904 eran mujeres. Methukummal tiene una tasa media de alfabetización del 91,17%, superior a la media estatal del 80,09%: la alfabetización masculina es del 94,46%, y la alfabetización femenina del 88,60%.